# Phragmochaeta canicularis
La fragmocheta (Phragmochaeta canicularis) è un animale estinto appartenente agli anellidi, vissuto nel Cambriano inferiore (circa 520 milioni di anni fa). I suoi resti sono stati ritrovati in Groenlandia, nel giacimento di Sirius Passet e rappresentano i più antichi appartenenti a un anellide.

## Descrizione
Il corpo di questo animale, conosciuto per circa 40 esemplari, era costituito da una ventina di segmenti, ognuno dei quali portava strutture tipiche degli anellidi policheti (notochetae e neurochetae). Le notochete sembravano ricoprire l'intera superficie dorsale, mentre le neurochete si proiettavano obliquamente lungo l'asse del corpo. La testa non è ben conosciuta, ma sembra che non vi fosse alcun tipo di mascelle. L'intestino era diritto ed era affiancato da una massiccia muscolatura longitudinale.

## Stile di vita
La fragmocheta era un animale bentonico, che viveva sul fondo del mare e probabilmente si nutriva di particelle nutritive presenti sul fondale. Questo animale si spostava grazie alle neurochete, mentre le notochete dorsali conferivano protezione.

## Classificazione
Questo animale apparteneva agli anellidi policheti, un gruppo di animali attualmente rappresentato da numerose specie marine. Già nel Cambriano medio di Burgess Shales erano presenti con numerose specie (Burgessochaeta, Canadia, Peronochaeta), ma Phragmochaeta, antecedente di alcuni milioni di anni, rappresenta il polichete più antico e probabilmente era uno dei più primitivi.

## Significato dei fossili
Curiosamente, i policheti sono praticamente sconosciuti nel ben noto giacimento di Maotianshan, in Cina, risalente anch'esso al Cambriano inferiore. Ciò è particolarmente sorprendente perché il giacimento cinese possiede una varietà biologica  davvero notevole. L'unico giacimento cambriano contenente policheti è quello di Burgess Shales, in Canada, di poco posteriore. Phragmochaeta, quindi, rappresenta un'eccezione, oltre che il più antico polichete noto.